# Mark Gardner
Mark Allan Gardner (né le 1er mars 1962 à Los Angeles, Californie, États-Unis) est un ancien lanceur droitier de baseball ayant joué dans les Ligues majeures de 1989 à 2001.
Il est instructeur des lanceurs de relève chez les Giants de San Francisco.

## Carrière de joueur
Mark Gardner fait ses débuts chez les Expos de Montréal en 1989. À sa première saison, il présente un dossier de 0-3 en sept présences au monticule, dont trois départs. Il savoure sa première victoire dans les majeures en 1990, année où sa fiche sera de 7-9 avec 3 matchs complets et 3 blanchissages. 
Gardner remporte 9 et 12 victoires à ses deux dernières saisons à Montréal comme lanceur partant.
Le 26 juillet 1991, il n'accorde aucun coup sûr en 9 manches aux Dodgers de Los Angeles mais perd son match sans point ni coup sûr en 10e manche et les Expos s'inclinent 1-0. Deux jours plus tard, son coéquipier Dennis Martinez lancera un match parfait contre ces mêmes Dodgers.

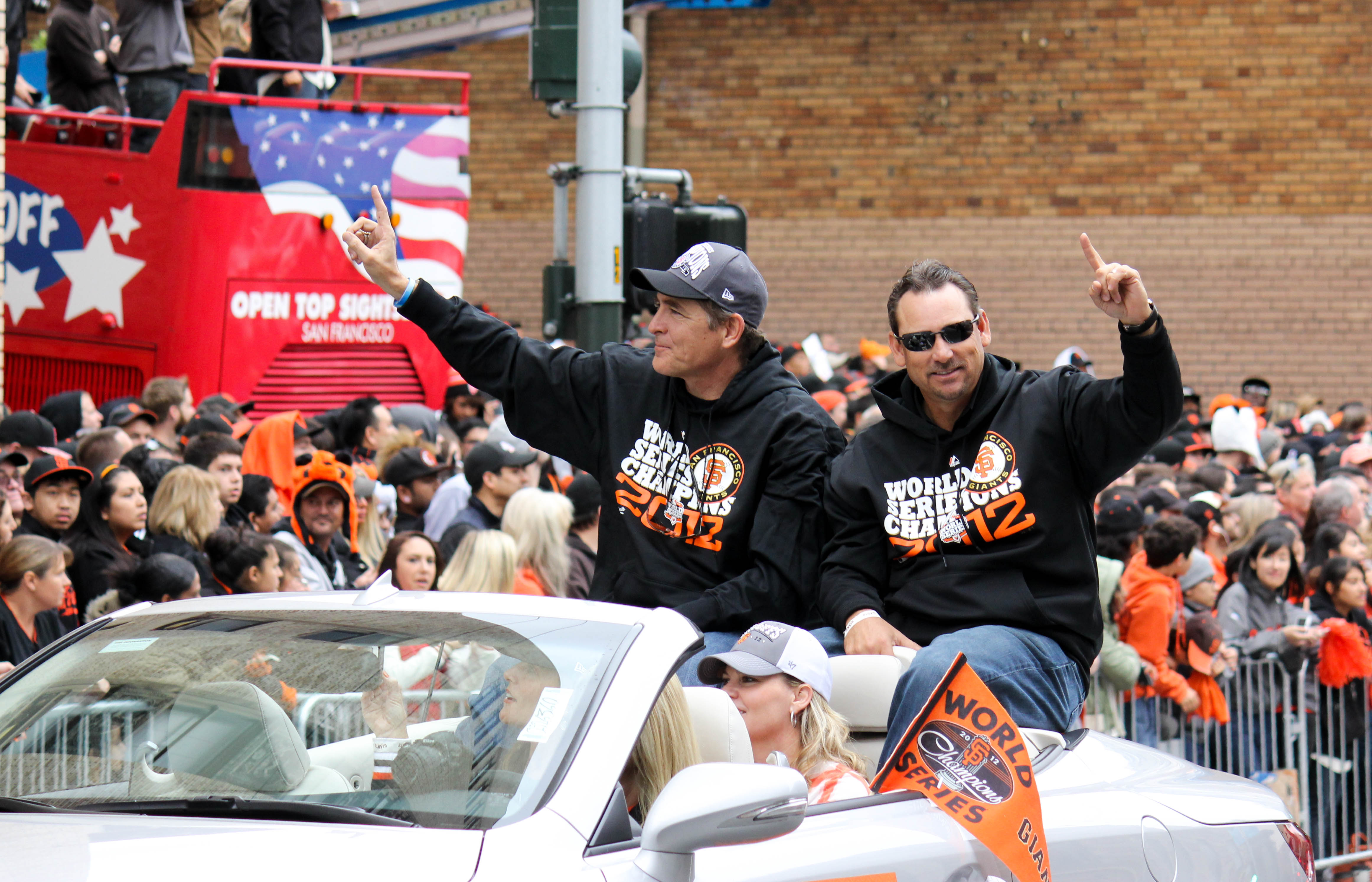
Dave Righetti et Mark Gardner (à droite) au défilé des champions de la Série mondiale 2012 à San Francisco.

Gardner est échangé aux Royals de Kansas City le 9 décembre 1992 pour Jeff Shaw et Tim Spehr.
Après une saison à Kansas City et deux avec les Marlins de la Floride, le droitier signe comme agent libre avec les Giants de San Francisco. À ses trois premières saisons, il montre des fiche victoires-défaites de 12-7, 12-9 et 13-6. Après une mauvaise campagne de 5-11 en 1999, il remporte 11 gains en 2000, puis prend sa retraite à l'issue de la saison 2001. 
En 345 matchs dans les majeures, dont 275 départs, il a remporté 99 victoires et enregistré 1256 retraits sur des prises.

### Carrière d'entraîneur
Mark Gardner est employé depuis 2003 par les Giants comme instructeur dans l'enclos de relève. Il fait partie du personnel de l'équipe des Giants championne des Séries mondiales de 2010, 2012 et 2014.

## Vie personnelle
Avec sa défunte épouse Lori, Gardner a eu deux fils, Nicholas (né en 1992) et Daniel Dean (né en 1995).